# Monterchi
Monterchi – miejscowość i gmina we Włoszech, w regionie Toskania, w prowincji Arezzo, zlokalizowana ok. 80 km na południowy wschód od Florencji i ok. 20 km na wschód od Arezzo. Na dzień 1 stycznia 2009 populacja wynosiła 1847 osób a powierzchnia 28,7 km².